# Petroica multicolor
La petroica di Norfolk (Petroica multicolor (J. F. Gmelin, 1789)) è un uccello della famiglia dei Petroicidi originario dell'isola Norfolk, un territorio australiano nel mar di Tasman, tra l'Australia e la Nuova Zelanda.

## Tassonomia
In passato questa petroica era considerata conspecifica della petroica scarlatta (Petroica boodang) dell'Australia, ma venne da questa separata nel 1999, quando entrò a far parte, come sottospecie, del raggruppamento della petroica del Pacifico. È stata riconosciuta come specie a sé solo nel 2015.

## Descrizione
La petroica di Norfolk è simile nell'aspetto alla petroica del Pacifico, oltre che alla petroica scarlatta. Il maschio adulto è particolarmente caratteristico, in quanto ha le regioni superiori di colore prevalentemente nero con una grande macchia bianca sulla fronte, delle barre bianche sulle ali e delle vestigia di zone bianche all'estremità della coda. Il petto e la parte superiore dell'addome sono di colore rosso brillante, mentre quella inferiore dell'addome è bianca. La femmina ha un piumaggio molto più spento, prevalentemente marrone, con il petto rosato. Gli esemplari immaturi sono simili alle femmine. Per quanto riguarda le dimensioni, è più grande della petroica del Pacifico, ma leggermente più piccola della petroica scarlatta

## Distribuzione e habitat
L'areale della specie è ristretto all'isola Norfolk, dove è in gran parte confinato alla regione del monte Pitt all'interno del parco nazionale dell'isola Norfolk e nelle poche aree di foresta rimaste nelle vicinanze. Vive soprattutto nella foresta pluviale subtropicale originaria, con densità inferiori negli altri tipi di habitat boschivi. Predilige le aree con un fitto sottobosco e uno strato di terreno aperto con una lettiera di foglie profonda e umida dove andare in cerca di cibo.

## Biologia
La petroica si nutre di una grande varietà di invertebrati.

## Conservazione
Dopo un periodo di declino durato fino agli anni '80, durante il quale la specie scomparve da molte parti dell'isola, la popolazione della petroica di Norfolk sembrerebbe essersi stabilizzata: nel 1988 venne stimata la presenza di 400-500 coppie, con variazioni minime riscontrate nel 1997. Ancora oggi, tuttavia, essa continua a essere minacciata dal degrado ambientale e dalla predazione da parte di ratti neri e gatti inselvatichiti. Viene classificata come «specie in pericolo» (Endangered) sulla lista rossa della IUCN a causa delle ridotte dimensioni della popolazione e dell'areale. Sono comunque in corso programmi di gestione che includono il controllo della popolazione di ratti e gatti inselvatichiti per ridurre al minimo gli effetti delle predazioni, nonché il controllo delle erbe invasive per minimizzare il degrado ambientale. È stato inoltre proposto di reintrodurre la petroica di Norfolk sulla vicina Phillip Island quando la copertura di vegetazione originaria, in corso di rigenerazione, sarà nuovamente disponibile.